# Monte Rite
Der Monte Rite ist ein 2183 m s.l.m. hoher Berg in den Dolomiten in der Provinz Belluno in Italien.
In einer leichten Bergwanderung ist der Gipfel vom Passo Cibiana (1530 m), der Verbindung vom Val di Zoldo ins Valle del Boite, über eine für den privaten Kfz-Verkehr gesperrte Straße erreichbar. Auf dem Gipfel mit Dolomitenpanoramablick steht ein italienisches Sperrfort aus dem Ersten Weltkrieg. Das Forte di Monte Rite wurde 1911 erbaut. Die Bewaffnung bestand aus vier Geschützen Typ 149/A in drehbaren 14 cm starken Panzerkuppeln. Außerdem verfügte die Festung über zwei Geschütze vom Typ 149/G und zwei Kanonen Typ 75/A. Maschinengewehre dienten der Sicherung der Anlage. 1917 wurde die Anlage von österreichischen Truppen kampflos erobert und 1918 kurz vor Ende des Krieges bei deren Rückzug teilweise gesprengt. Vom Passo Cibiana führt eine 8 km lange ehemalige Militärstraße zur Gipfelfestung. Das Befahren der Straße ist nur Fahrradfahrern und konzessionierten Jeep-Taxis gestattet.

## Messner Mountain Museum
Das ehemalige Fort beherbergt heute das Messner Mountain Museum Dolomites (MMM), welches 2002 vom Extrembergsteiger Reinhold Messner eröffnet wurde und die Erschließungsgeschichte der Dolomiten anhand einer Galerie von Dolomiten-Bildern erzählt.

## Felssturz am Monte Rite
Am 5. August 2023 wurde ein massiver Felssturz am Monte Rite beobachtet und gefilmt. Dieser bewirkte, das ein riesiger Teil des Gipfelgrates nur wenige Meter neben der Radioantenne in die Tiefe stürzte. Das Ereignis kann unter dem folgenden YouTube-Clip mitverfolgt werden.

## Galerie

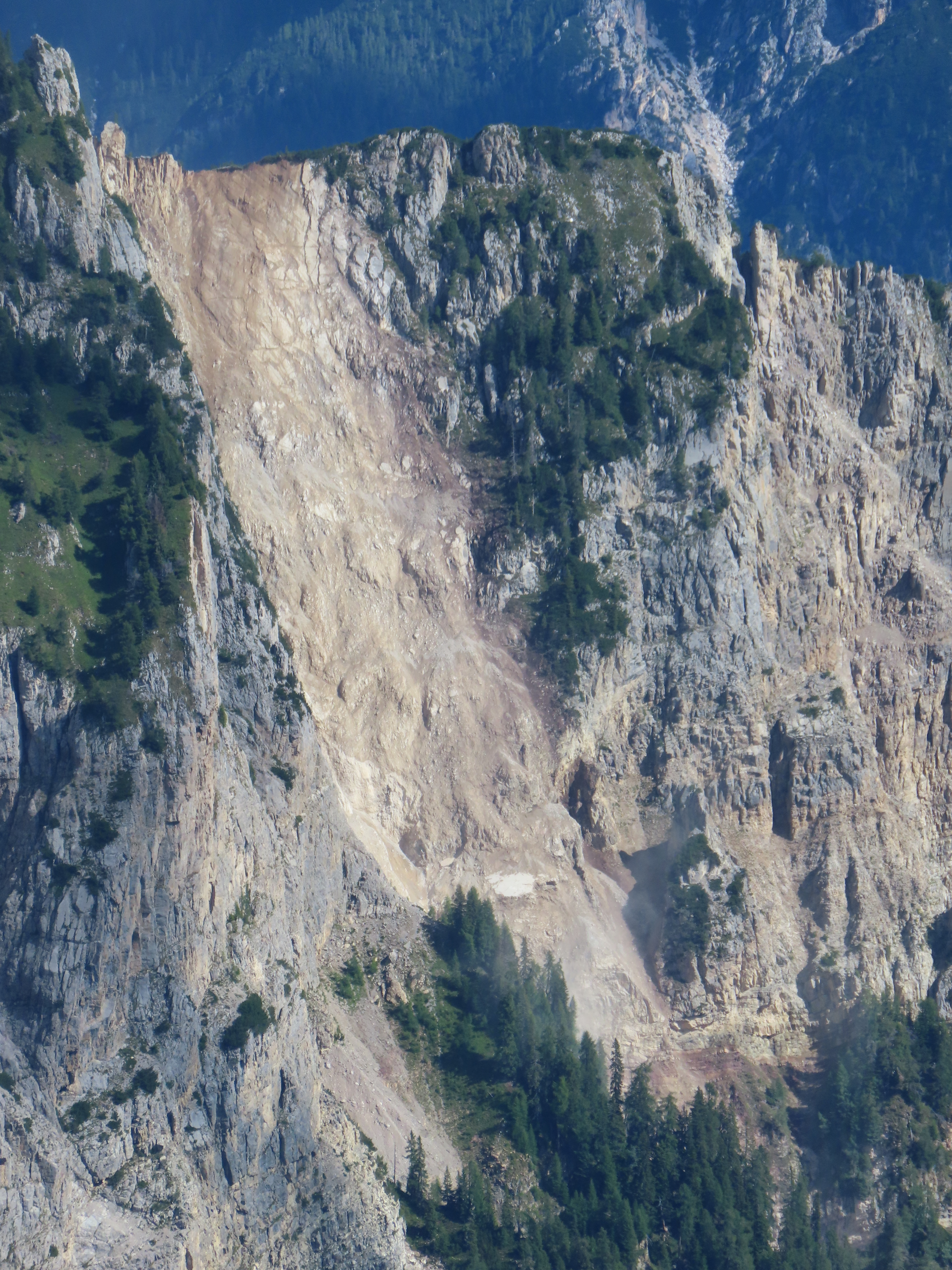
Nahaufnahme des Felssturzes am Monte Rite, aufgenommen am 5. August 2023.

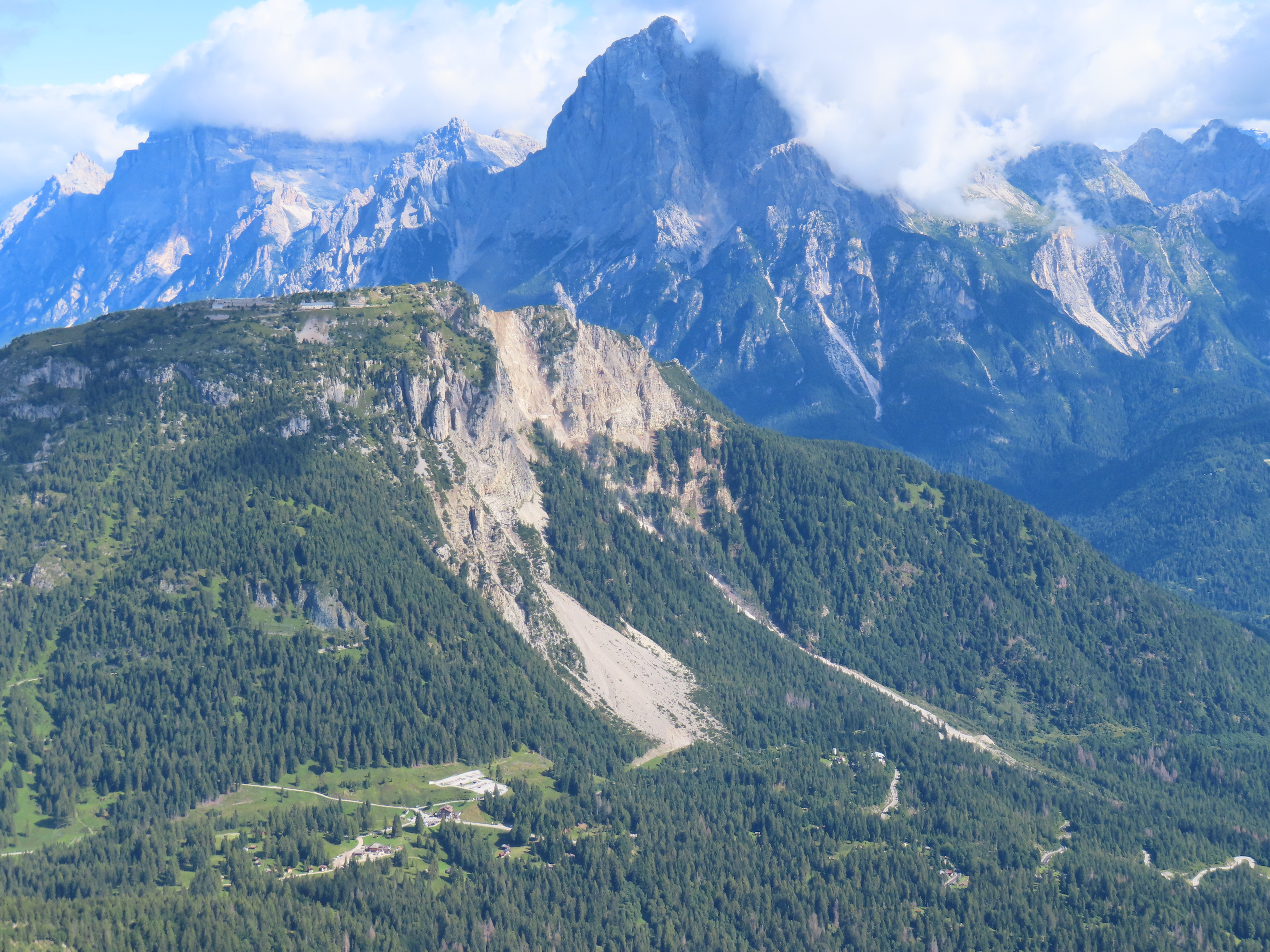
Felssturz am Monte Rite, aufgenommen am 5. August 2023.

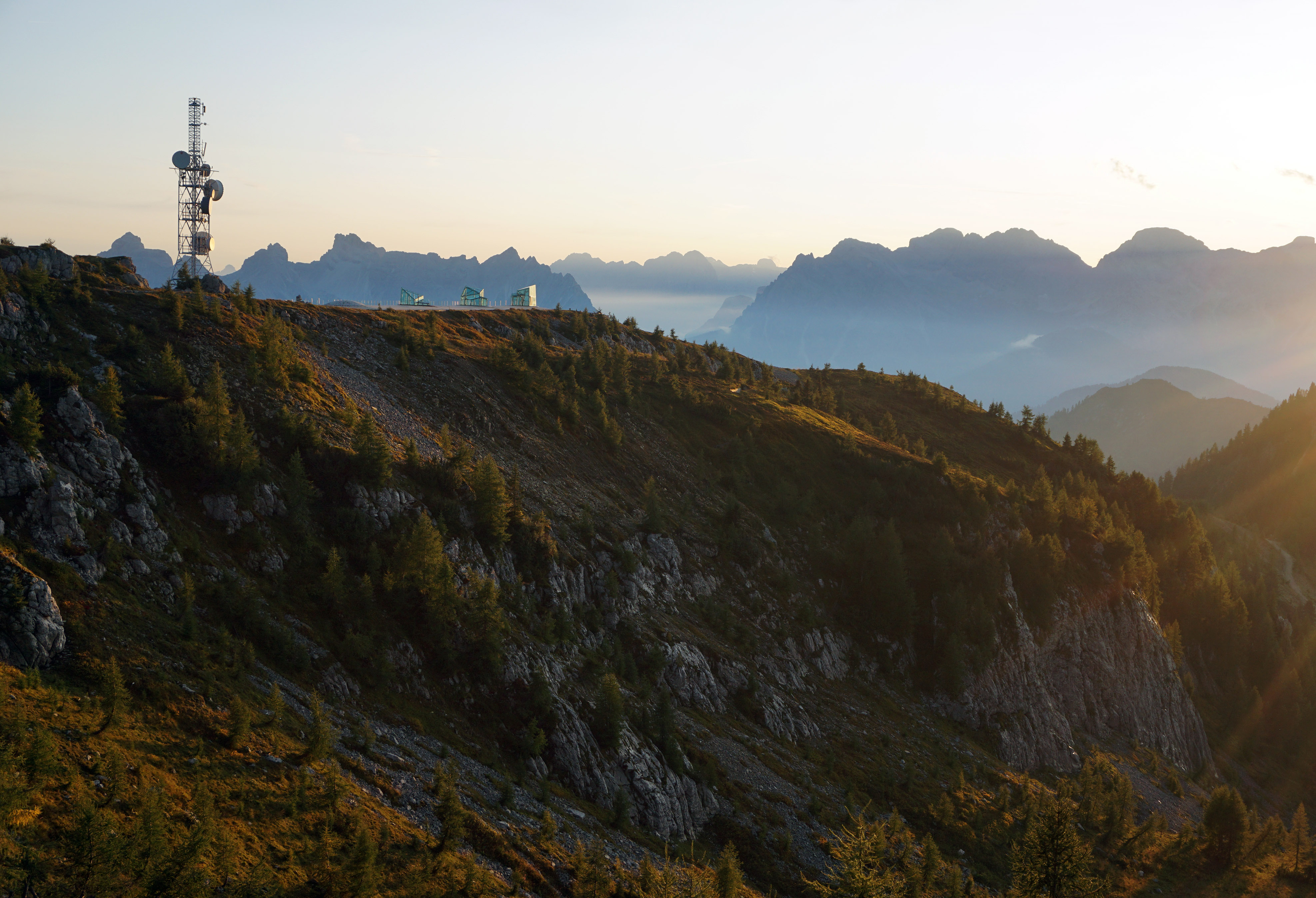
Monte Rite aus der Nachbarschaft
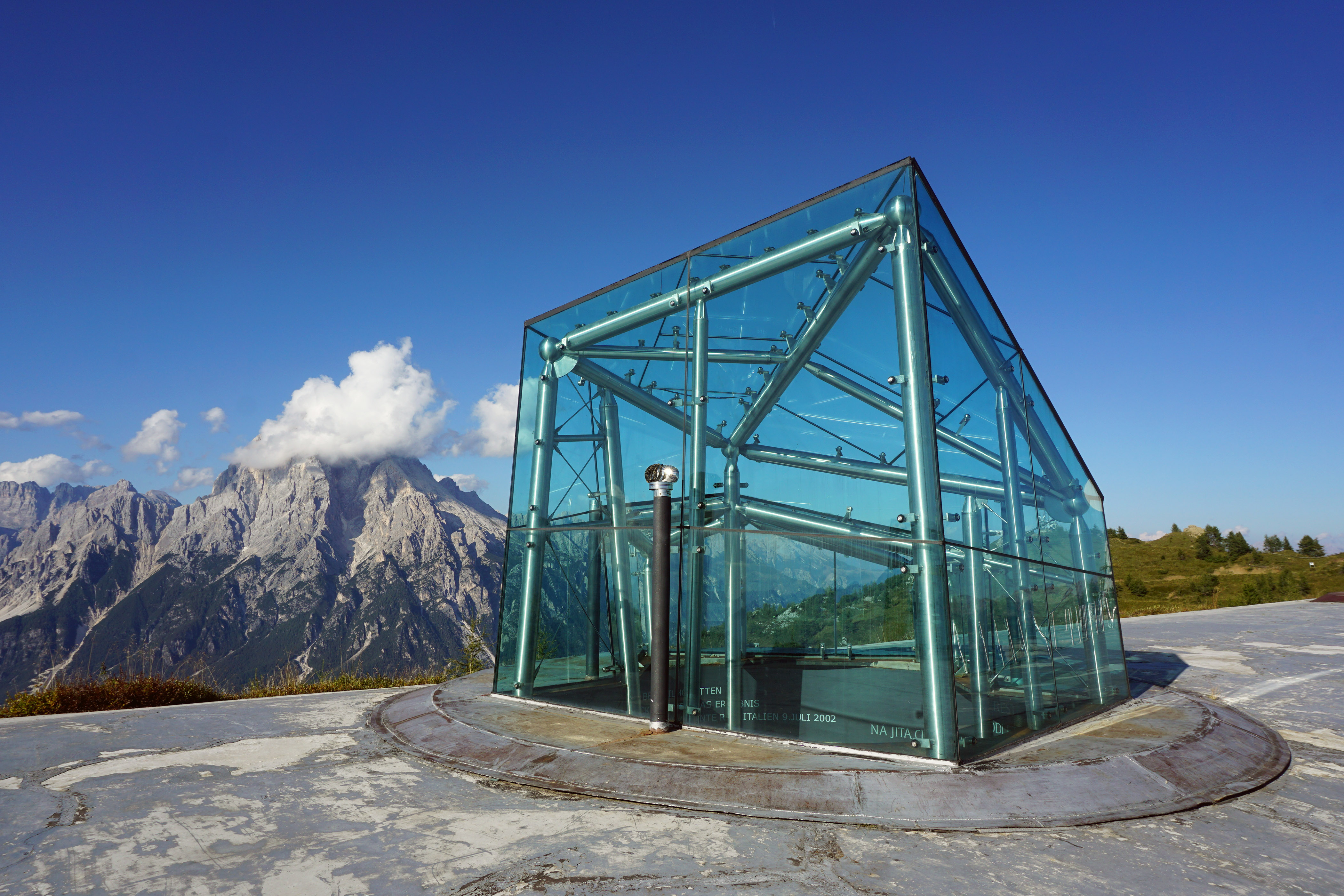
MMM